# Lymeon guyanaensis
Lymeon guyanaensis là một loài tò vò trong họ Ichneumonidae.